# Пламен Крачунов
Пламен Крачунов е български професионален футболист, защитник, който играе за Арда (Кърджали).
Роден е на 11 януари 1989 г. в Пловдив, родом от Йоаким Груево. Започва футболната си кариера в родния град, където преминава през ДЮШ на Марица (Пловдив). Подписва договор с родния си клуб през 2007 оставайки в отбора до 2009 година. По-късно парафира с отбора на ПФК Локомотив (Пловдив). През лятото на 2011 година подписва договор с ЦСКА, след като тежка контузия получава защитникът Апостол Попов (футболист), като Крачунов е привлечен за да запълни празнината в защитата, въпреки че има оферта от елитния испански Еспаньол. През първия си сезон за червените Крачунов изиграва 26 срещи, отбелязвайки две попадения. По време на сезон 2012/13 е избран на второ място в класацията „Играч на кръга“ за 28-и кръг, след като отбелязва победен гол в последните минути на срещата Берое – ЦСКА.
През октомври 2011 г., Крачунов е призован в Българския национален отбор по футбол, за квалификацията с Уелс, част от квалификационната програма за Евро 2012.
През месец юни 2013 година напуска ЦСКА, като разтрогва договора си по вина на клуба.